# محافظ همسر یک آدم‌کش
محافظ همسر یک آدم‌کش (به انگلیسی: The Hitman's Wife's Bodyguard) یک فیلم اکشن کمدی آمریکایی محصول سال ۲۰۲۱ به کارگردانی پاتریک هیوز با بازی رایان رینولدز، ساموئل ال. جکسون، سلما هایک، فرانک گریلو، ریچارد ای گرانت، تام هاپر، آنتونیو باندراس و مورگان فریمن است.
این فیلم دنباله‌ای بر فیلم محافظ یک آدم‌کش (۲۰۱۷) محسوب می‌شود.

## داستان
چهار سال بعد از اتفاقات فیلم قبلی، مایکل برایس هنوز با داریوس کینکید دوست است و حالا همراه با هم برای نجات سونیا، همسر داریوس، تلاش می‌کنند.

## بازیگران
- رایان رینولدز … مایکل برایس
- بارتول گرازدک … جوانی مایکل برایس
- ساموئل جکسون … داریوس کینکید
- سلما هایک … سونیا کینکید
- آنتونیو باندراس
- فرانک گریلو
- مورگان فریمن
- ریچارد ای گرانت … آقای سایفرت
- تام هاپر … مگنسون
- کریستوفر کامیاسو … زنتو
- گابریلا رایت … ورونیکا

## اکران
قرار بود این فیلم در ۲۸ اوت ۲۰۲۰ اکران شود اما بخاطر دنیاگیری کروناویروس، انتشار آن به ۱۶ ژوئن ۲۰۲۱ موکول شد.

## بازخورد
این فیلم در ۱۶ ژوئن ۲۰۲۱ توسط لاینزگیت در ایالات متحده اکران شد. این فیلم به‌طور کلی نقدهای منفی از منتقدان دریافت کرد و در مقابل بودجه ۵۰ تا ۷۰ میلیون دلاری ۷۰٫۳ میلیون دلار فروخت.